# عبد الله بن ديريه
عبدالله بن ديريه (بالصومالية: Cabdillaahi Diiriye)‏، كان خامس أكبر سلطان لعشيرة سلطنة إسحاق وشخصية صومالية بارزة مناهضة للاستعمار.

## سيرة شخصية
عبد الله هو نجل السلطان ديريه بن حسن الذي خلفه. كان عضوًا في قسم إيداغالي الفرعي من عشيرة غرحجس الفرعية، وقد غطى عهده السنوات الأخيرة من أرض الصومال البريطانية ومعظم جمهورية الصومال اللاحقة.

### الرابطة الوطنية الصومالية
كان السلطان عبد الله مناهضًا قويًا للاستعمار وكان عضوًا بارزًا في الرابطة الوطنية الصومالية، الحزب المهيمن في المحمية. وشجع بشكل مباشر على التحريض والالتماسات من قبل مجتمعات أرض الصومال البريطانية المحلية لتقديم ملف إلى السلطات. وسرعان ما أصبح الأمين العام للحزب وكانت إحدى مهامه الحاسمة هي حل نزاع حود. 

#### وفد هود

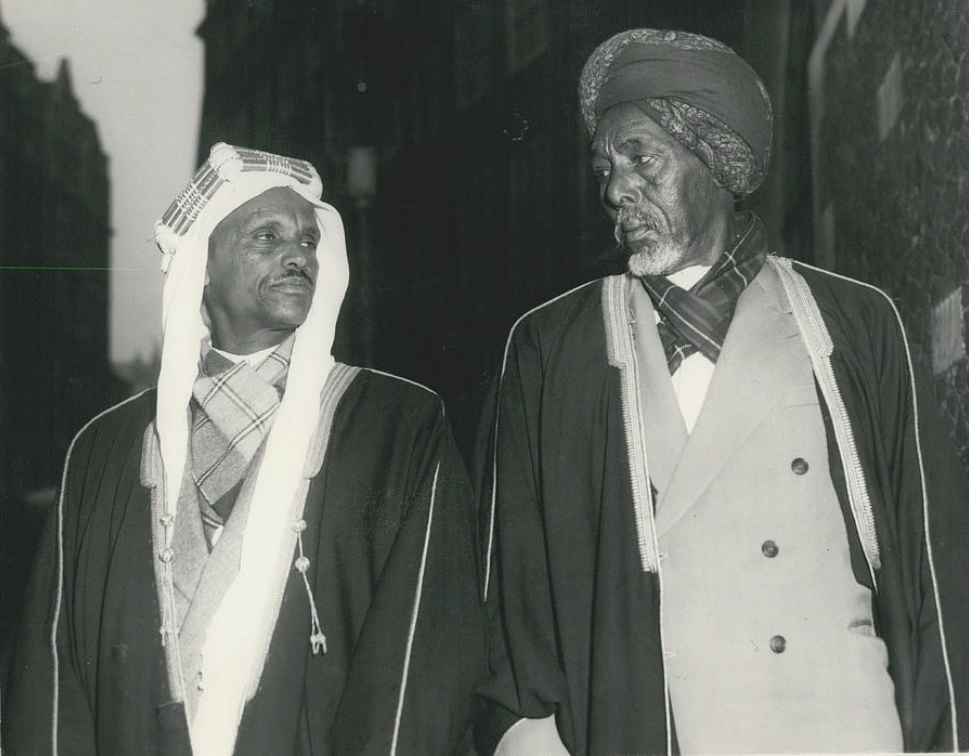
السلطان عبد الرحمن ديريا وعبدالله ديريا في لندن 1955

رداً على وقف محمية هود ومناطق أوجادين إلى إثيوبيا عام 1948، قاد عبد الله وفداً من السياسيين والسلاطين إلى المملكة المتحدة لتقديم التماس والضغط على الحكومة لإعادتهم.

كتب المؤرخ جاما محمد في كتابه السياسات الإمبريالية والقومية في إنهاء استعمار أرض الصومال، 1954-1960:
قامت الجبهة القومية المتحدة بحملة من أجل عودة الأراضي في كل من أرض الصومال وخارجها. في مارس 1955، على سبيل المثال، ذهب وفد مؤلف من مايكل ماريانو وأبوكور حاجي فرح وعبدي ضاهر إلى مقديشو لكسب دعم وتعاون الجماعات القومية في الصومال. وفي فبراير ومايو 1955 قام وفد آخر مكون من سلاطين تقليديين (السلطان عبد الله سلطان ديريا، وسلطان عبد الرحمن سلطان ديريا) واثنين من السياسيين المعتدلين المتعلمين في الغرب (مايكل ماريانو وعبد الرحمن علي محمد دوبي) بزيارة لندن ونيويورك. خلال جولتهم في لندن، التقوا رسميًا وناقشوا هذه المسألة مع وزير الدولة لشؤون المستعمرات، آلان لينوكس بويد. أخبروا لينوكس بويد عن المعاهدات الأنجلو-صومالية لعام 1885. صرح مايكل ماريانو، بموجب الاتفاقيات، أن الحكومة البريطانية «تعهدت بعدم التنازل أو البيع أو الرهن العقاري أو التنازل عن أي جزء من الأراضي التي تسكنها أو تحت سيطرتها، باستثناء الحكومة البريطانية». لكن الشعب الصومالي الآن «سمع أن أرضه كانت تُمنح لإثيوبيا بموجب المعاهدة الأنجلو-إثيوبية لعام 1897». ومع ذلك، كانت تلك المعاهدة «تتعارض» مع المعاهدات الأنجلو-صومالية «التي كانت لها الأسبقية في الوقت المناسب» على المعاهدة الأنجلو-إثيوبية لعام 1897 لقد تجاوزت الحكومة البريطانية سلطاتها عندما أبرمت معاهدة عام 1897 و... لم تكن معاهدة عام 1897 ملزمة للقبائل. وأضاف سلطان عبد الله أن اتفاقية عام 1954 كانت بمثابة «صدمة كبيرة للشعب الصومالي» حيث لم يتم إخبارهم بالمفاوضات، ومنذ أن كانت الحكومة البريطانية تدير المنطقة منذ عام 1941. وطالب المندوبون، على حد تعبير سلطان عبد الرحمن، بتأجيل تنفيذ الاتفاقية «لمنح الوفد الوقت لطرح قضيته» في البرلمان والمنظمات الدولية. 

### المعارضة والاستقلال
على الرغم من عدم نجاحه في نهاية المطاف في مساعيهم، إلا أن الحزب استحوذ على قلوب وعقول الشعب الصومالي الشمالي في تحركهم لاستعادة هود. تمحور عبد الله و SNL نحو التحضير للاستقلال وتدخلوا في المحاولات البريطانية لتوجيه العملية من جانب واحد. من خلال المقاطعات والحملات الناجحة، تمكنت SNL من تقليل نسبة المشاركة المتوقعة في الانتخابات من 30.000 إلى 2000. كانت السلطات البريطانية تحاول جعل المجلس الجديد يتكون من العديد من المجالس الخاصة بها وطالبت SNL بمجلس صومالي 100 ٪ خالٍ من الضباط الاستعماريين.  في عام 1959 أرسل السلطان عبد الله خطابًا يفيد بأنه ممثل الأغلبية في أرض الصومال البريطانية إلى المجلس التشريعي الناشئ في إقليم صوماليلاند الخاضع للوصاية، داعياً إياهم إلى تسهيل الاتحاد والعمل من أجل الاستقلال المشترك بحلول عام 1960. ورد عدن أدي الرئيس المستقبلي الأول للصومال والرئيس الحالي للجمعية في ذلك الوقت على السلطان. 
تتوافق رغباتكم مع رغبات كل صومالي أينما كان، وهي الهدف النهائي للأمة الصومالية بأسرها، وباسم الشعب والسلطة التشريعية والحكومة الصومالية نعرب لكم عن امتناننا وشكرنا. نسأل الله القدير أن يوفقنا في مُثلنا العادلة والمشتركة.
غضب المسؤولون البريطانيون من هذه الخطوة وحاولوا التوصية بعام 1965 باعتباره التاريخ المفضل، لكن تم رفضهم وتلقوا تحذيرات من العديد من الصوماليين البارزين. في نهاية المطاف تم تحقيق الاستقلال بحلول 26 يونيو من عام 1960 في أرض الصومال البريطانية مع حصول إقليم صوماليلاند على الاستقلال بعد 5 أيام في الأول من يوليو مع حدوث الوحدة في نفس اليوم. السلطان عبد الله يذبح جملا بمناسبة التوحيد.
رشيد بن عبدالله
| سبقه ديريه بن حسن | Sultan of the Isaaq | تبعه |